# Spiekeroog
Spiekeroog (frisó Spikereach) és un municipi i una de les Illes Frisones (situada entre Langeoog a l'oest i Wangerooge a l'est) que forma part del districte de Wittmund, a l'estat alemany de Baixa Saxònia.

## Turisme
Spiekeroog era una destinació de vacances amb freqüència per als diferents presidents d'Alemanya. Gustav Heinemann, Richard von Weizsäcker i Johannes Rau (que es va casar a l'illa) va passar aquí les seves vacances.